# سداسي نتروكوبالتات البوتاسيوم
سداسي نتروكوبالتات البوتاسيوم (أو كوبالتي نتريت البوتاسيوم) هو مركب كيميائي له الصيغة [K3[Co(NO2)6، كما يوجد منه على شكل مميه K3[Co(NO2)6]·1.5H2O (واحد ونصف هيدرات).
يوجد في الشروط القياسية على شكل بلورات صفراء، ويسمى لذلك خضاب أصفر الكوبالت.

## التحضير
وصف نيكولاوس فولفغانغ فيشر مركب سداسي نتروكوبالتات البوتاسيوم لأول مرة سنة 1848.
يحضر المركب من معالجة كوبالتي نتريت الصوديوم مع ملح للبوتاسيوم مثل نترات البوتاسيوم عى ل سبيل المثال.
يحضر كوبالتي نتريت الصوديوم في البداية من أكسدة الكوبالت الثناس إلى كوبالت ثلاثي، وذلك بمفاعلة نتريت الصوديوم مع نترات الكوبالت الثنائي في وسط من حمض الخليك.
{\displaystyle \mathrm {24\ NaNO_{2}+4\ Co(NO_{3})_{2}+4\ CH_{3}COOH+O_{2}\longrightarrow } }{\displaystyle \mathrm {\ 4\ Na_{3}[Co(NO_{2})_{6}]\ +8\ NaNO_{3}\ +4\ CH_{3}COONa\ +2\ H_{2}O} }
{\displaystyle \mathrm {Na_{3}[Co(NO_{2})_{6}]\ +3\ KNO_{3}\longrightarrow \ K_{3}[Co(NO_{2})_{6}]\downarrow \ +3\ NaNO_{3}} }

## الخواص
يوجد المركب في الشروط القياسية على شكل صلب بلوري أصفر اللون، له انحلالية ضعيفة في الماء، وهو يتفاعل مع الأحماض والقواعد.

## الاستخدامات
يستخدم المركب في تحضير خضاب أصفر الكوبالت، والمسنى أحياناً أوريولين Aureolin.